# Wahlenbergia capillifolia
Wahlenbergia capillifolia là loài thực vật có hoa trong họ Hoa chuông. Loài này được E.Mey. ex Brehmer miêu tả khoa học đầu tiên năm 1915.